# Hermann Weil (Unternehmer)

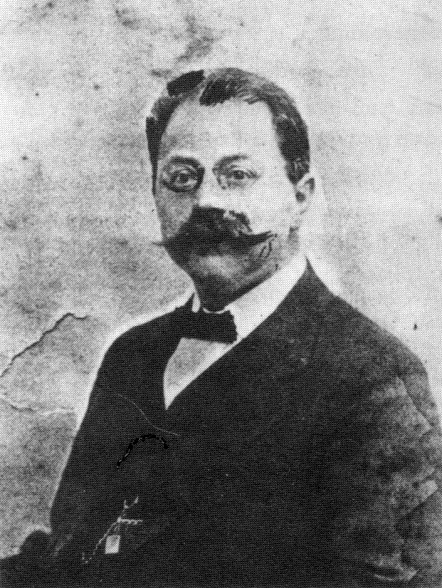
Hermann Weil

Hermann Weil (* 18. September 1868 in Steinsfurt; † 3. Oktober 1927 in Frankfurt am Main) war ein deutsch-argentinischer Unternehmer. Um 1910 galt er als bedeutendster Getreidehändler der Welt. Er war Mäzen seines Heimatortes Steinsfurt sowie der Universität Frankfurt und ist als Stifter des Instituts für Sozialforschung bekannt.

## Leben
Er war das zehnte von 13 Kindern seiner Eltern Josef Weil (1823–1887) und Fanny geb. Götter. Die Familie besaß in Steinsfurt eine Viehhandlung. Nach dem Besuch der Realschule in Sinsheim absolvierte er ab 1883 in Mannheim, dem damaligen Zentrum des europäischen Getreidehandels, eine Kaufmannslehre bei dem Getreidegroßhändler Isidor Weismann. Rasch avancierte er zum Prokuristen und war in Weismanns Auftrag auch im Ausland tätig, unter anderem in der Schweiz, auf dem Balkan und in Antwerpen.
Seine älteren Brüder Leopold und Gustav waren bereits seit längerem in die USA ausgewandert. Hermann folgte ihnen 1898 mit seinen Brüdern Samuel und Ferdinand. Diese drei Brüder wandten sich bald darauf nach Argentinien und ließen sich in Buenos Aires nieder. Hermann Weil arbeitete dort zunächst weiter für Isidor Weismann und gründete 1895 für diesen eine Filiale in Buenos Aires. 1896 heiratete er Rosa Weismann, eine Tochter seines Chefs. Zwei Kinder stammten aus dieser Ehe: Felix José Weil (1898–1975) und Anita Alicia (1901–1951).
Mit den Brüdern Samuel und Ferdinand gründete er 1898 in Argentinien das eigene Getreide-Großhandelsunternehmen Weil Hermanos & Cia, dessen Mehrheitseigner er war. Das Unternehmen expandierte rasch auf dem sich gerade erst entwickelnden argentinischen Getreidemarkt, außerdem machte man sich die Kontakte nach Mannheim, einem der damaligen globalen Getreidehandelszentren, zunutze. Im Jahr 1900 hatte das Unternehmen 3000 Mitarbeiter an Niederlassungen in allen für den Getreidehandel wichtigen Orten. Die Firma hatte auch Filialen in allen bedeutenden europäischen Handelsmetropolen. Unter eigener Flagge fuhren bis zu 60 Schiffe auf allen Meeren.

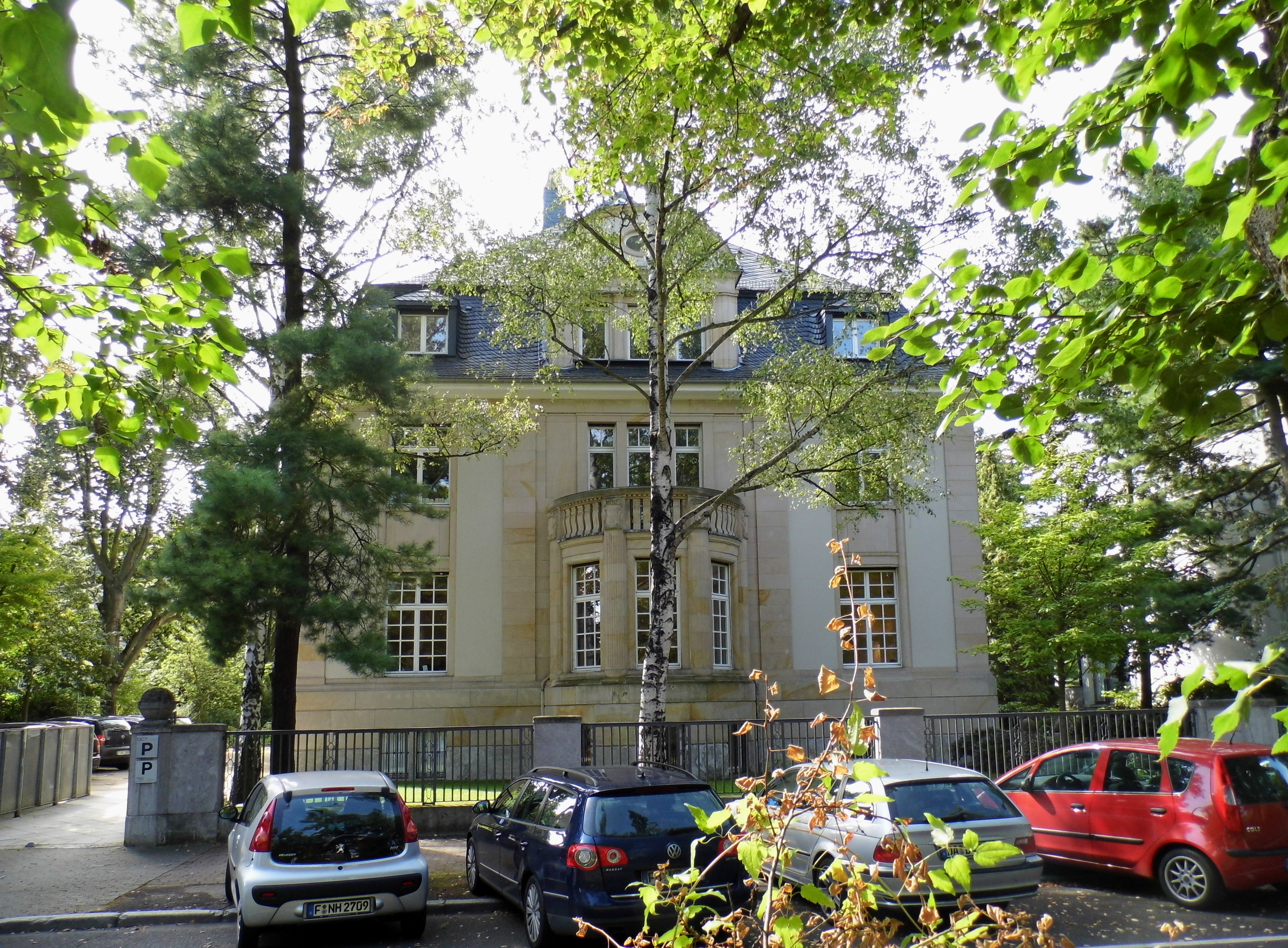
Die ehemalige Villa von Hermann Weil in der Zeppelinallee 77 in Frankfurt-Bockenheim

1907 kehrte Weil aus gesundheitlichen Gründen nach Deutschland zurück. Gemeinsam mit seinem Bruder Ferdinand und seiner Frau ließ er sich in Frankfurt am Main nieder, während Bruder Samuel die Geschäfte in Argentinien weiterführte. Weil ließ in der Zeppelinallee 77 eine prächtige Villa errichten und leitete von hier aus das Unternehmen in Rotterdam und seine europäischen Filialen. Am 16. April 1912 starb seine Ehefrau Rosa an Krebs.
Er zog sich mehr und mehr vom Geschäft zurück und widmete sich dafür mehr dem politischen Geschehen. Im Ersten Weltkrieg stellte er 1915 seine Villa als Lazarett zur Verfügung und fungierte als Ratgeber der deutschen Wirtschaft. Er wurde sogar Berichterstatter für Wilhelm II. und tauschte sich mit ihm über die Folgen einer U-Boot-Blockade Englands aus. Weils Vorstellungen vom Erfolg einer solchen Blockade hielten der Wirklichkeit jedoch nicht stand. Weil er außerdem in seiner politischen Argumentation die Falklandinseln als Teil Argentiniens betrachtete, wurde nach dem Krieg ein Teil seines Vermögens in England beschlagnahmt.
Nach dem Ersten Weltkrieg widmete er sich dem Wiederaufbau seiner Unternehmen und weitete diese auf Grundstücksgeschäfte und den Fleischhandel aus. Insbesondere in Argentinien war Weil auch nach dem Ersten Weltkrieg geschäftlich noch äußerst erfolgreich. Da er auch die argentinische Staatsbürgerschaft besaß, musste sein in England beschlagnahmtes Vermögen wieder freigegeben werden.
Weil war über die politische Entwicklung in Deutschland besorgt und drückte seinen Ekel über den aufkeimenden Antisemitismus und die Morde an Rathenau und Erzberger in einem Brief an den Frankfurter Oberbürgermeister vom Februar 1923 deutlich aus. Gleichermaßen sah er, dass das deutsche Volk „bedrückt, vertrieben und ausgeraubt wie die Juden“ wurde und verstärkte seine bereits seit den Vorjahren getätigten finanziellen Zuwendungen für humanitäre Aufgaben. Insgesamt spendete er rund 120 Millionen Mark an verschiedene soziale Einrichtungen, wie Kriegskrüppelfürsorgen, Blindenanstalten, Waisenhäuser und andere. Jahrelang unterstützte er die Frankfurter Universität und gründete das sozialwissenschaftliche Institut für Sozialforschung, das anfangs unter dem Namen Hermann-Weil-Stiftung fungierte. Dort hatte sich auch sein Sohn Felix Weil engagiert.
Weil pflegte stets Beziehungen zu seinem Elternhaus und zu seinen Verwandten. Wenn es ihm möglich war, kam er in sein Elternhaus nach Steinsfurt, wo sein Bruder Adolf lebte. Bereits um 1900 hatte er in Argentinien mit seinen Brüdern Ferdinand und Samuel Vereinbarungen über die Versorgung der Verwandten in Deutschland getroffen. Für seine Mutter richtete er den Josef-Weil-Witwe-Fonds ein, der der Unterstützung armer Einwohner in Steinsfurt diente. Jenny Weil, die Frau seines Bruders Adolf, führte diesen Fonds nach dem Tod der Mutter 1914 fort. Der Fonds kam im Ersten Weltkrieg insbesondere Kriegerfrauen und Witwen zugute. 1923/24 stiftete er den Bau einer Kochschule in seinem Geburtsort Steinsfurt. Einen Monat vor seinem Tod war er zuletzt in Steinsfurt.
Er wollte an der traditionellen Begräbnisstätte der Steinsfurter Juden, auf dem Jüdischen Friedhof in Waibstadt, beigesetzt werden, der östlich der Stadt auf dem Mühlberg liegt. Da der jüdische Ritus jedoch verbietet, Urnen auf Friedhöfen beizusetzen, ließ er 1924 unmittelbar neben dem jüdischen Friedhof das Weil-Mausoleum errichten für seine Urne, die seiner Frau und die seiner Pflegerin Steffi Krauth. Das Mausoleum ist ein achteckiger Kuppelbau mit Marmorboden und einer Mosaikdecke, mit Zugang über eine vorgelagerte Treppenanlage und durch einen Ehrenhof.
Am 10. November 1938 wurde das Mausoleum bei den sogenannten Novemberpogromen geschändet und schwer beschädigt. Die drei Urnen blieben bis heute verschollen. Das Mausoleum verfiel jahrelang, bis es von 1980 bis 1983 von der Stadt Waibstadt, dem Forstamt Sinsheim und dem Trägerverein des Naturparks Neckartal-Odenwald saniert wurde. Seit 2006 gedenken Schüler der Waibstadter Realschule und des Neckarbischofsheimer Gymnasiums der Zerstörung des Denkmals und erinnern auf dem Gelände des Mausoleums am Mühlberg an die Judenverfolgung in Deutschland. 2011/2012 wurde das Mausoleum erneut umfangreich saniert und restauriert.
Weils Villa in Frankfurt am Main baute der Deutsche Fußball-Bund zu seiner Zentrale um, später zog dort eine Werbeagentur ein.

## Ehrungen
In Waibstadt ist eine Straße nach Hermann Weil benannt, in Steinsfurt erinnern am Elternhaus und an der Kochschule Gedenktafeln an ihn. Die Universität Frankfurt verlieh Hermann Weil die Ehrendoktorwürde.

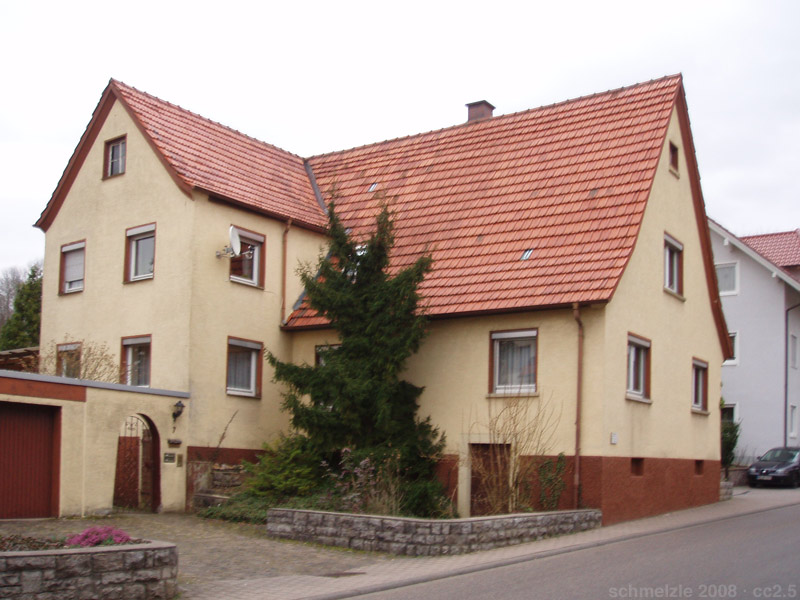
Weil-Elternhaus in Steinsfurt
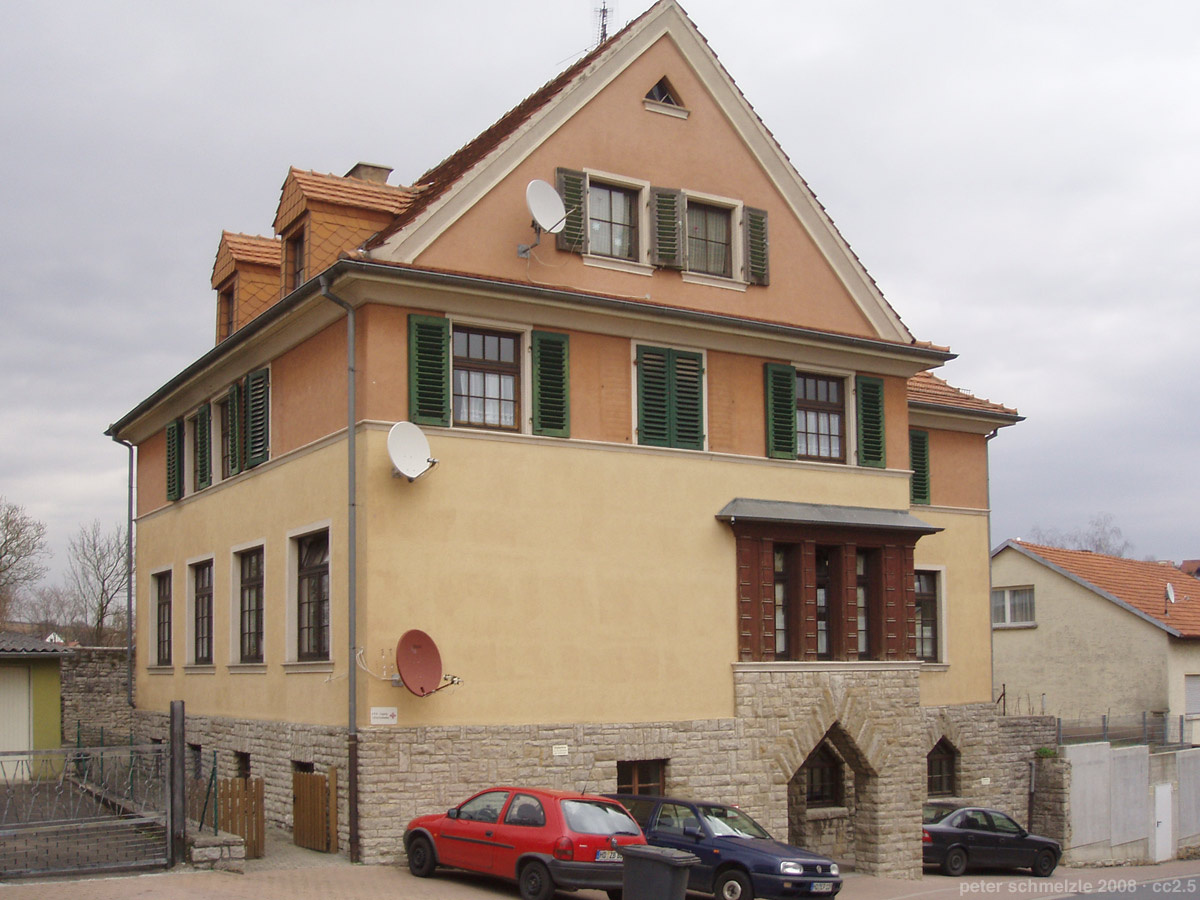
Von Weil gestiftete Kochschule in Steinsfurt
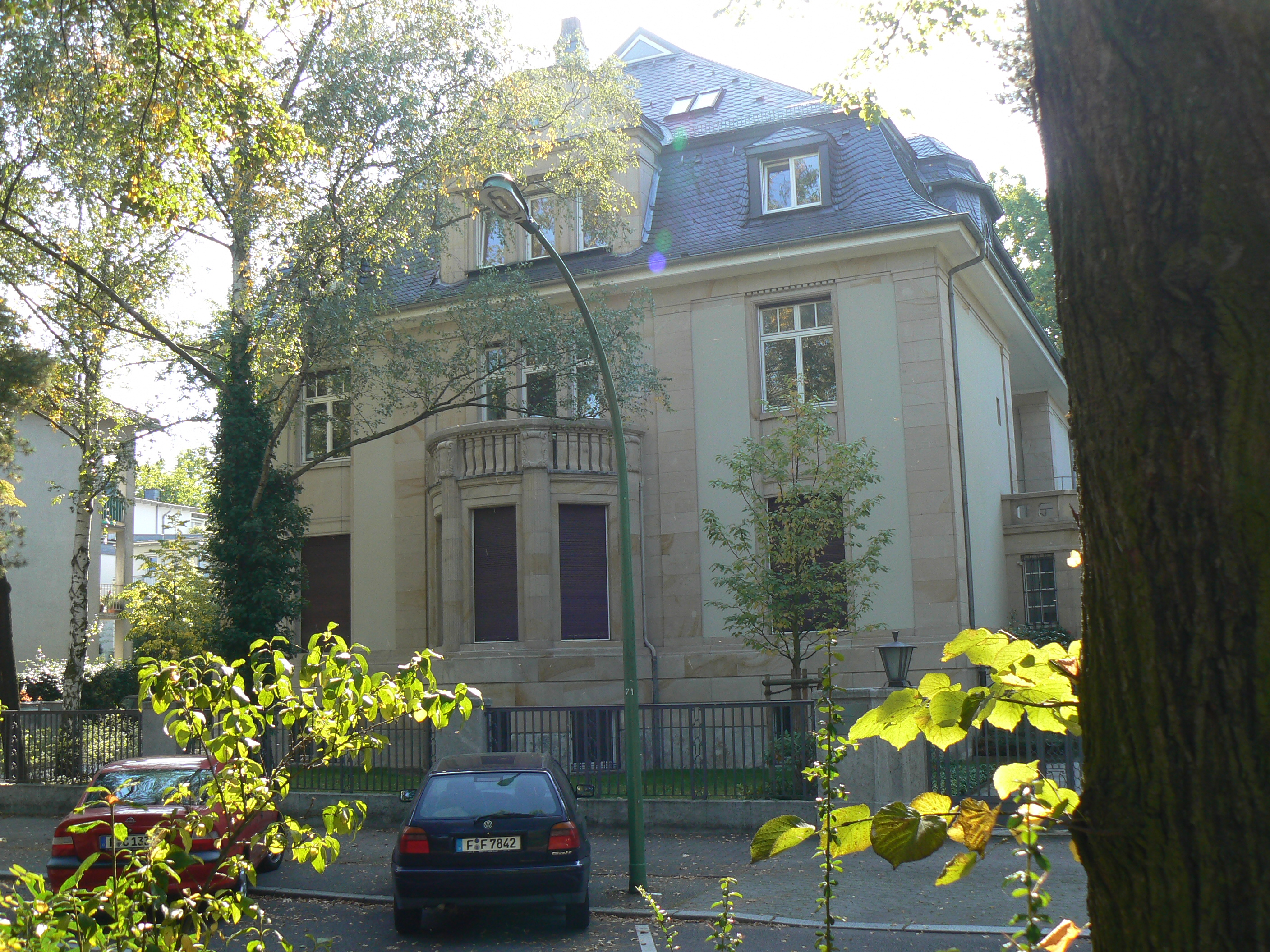
Die unter Denkmalschutz stehende Villa Weil in Frankfurt am Main
- Weil-Mausoleum in Waibstadt